# Cucharmoy
Cucharmoy település Franciaországban, Seine-et-Marne megyében. Lakosainak száma 220 fő (2015). Cucharmoy Vulaines-lès-Provins, Saint-Just-en-Brie, Vieux-Champagne, La Chapelle-Saint-Sulpice, Chenoise és Maison-Rouge községekkel határos.

## Népesség
A település népességének változása:
| Lakosok száma | 226  | 220  | 231  |
|               | 2013 | 2015 | 2016 |